# I Dreamed a Dream (album)
I Dreamed a Dream is het debuutalbum van de Schotse zangeres Susan Boyle.
Het muziekalbum werd al enige tijd verwacht en haalde wellicht daardoor al een hitlijst, namelijk bestverkopend album in voorverkoop bij internetwinkel Amazon.com op 4 september 2009. Op 23 november 2009 kwam het studioalbum uit bij Syco Music. In het Verenigd Koninkrijk verkocht het album zo snel en veel dat het op een gegeven moment meer verkocht dan de albums op de albumlijstplaatsen 2, 3, 4 en 5. in de Verenigde Staten kwam het album binnen op plaats nummer 1 in de Billboard 200 met een verkoopaantal van meer dan 700.000 exemplaren in die eerste week. Ook in andere landen liep het publiek warm voor het album.

## Geschiedenis
De opnamen voor het album begonnen al snel toen bekend werd dat ze tweede was geworden in Britain's Got Talent. De liederen werden door haarzelf uitgekozen. Ze koos onder meer de titelsong I Dreamed a Dream uit de musical Les Miserables, waarmee ze ook in de show optrad. Daarnaast werden Cry Me A River vastgelegd (ze zong dat eerder bij een liefdadigheidsfeest in 1999) en You’ll See van Madonna.

## Composities
| Nr. | Titel                               | Schrijver(s)                                                             | Originele artiest                | Duur |
| --- | ----------------------------------- | ------------------------------------------------------------------------ | -------------------------------- | ---- |
| 1.  | Wild Horses                         | Mick Jagger, Keith Richards                                              | The Rolling Stones               | 4:55 |
| 2.  | I Dreamed a Dream                   | Claude-Michel Schönberg, Alain Boublil, Herbert Kretzmer                 | Patti LuPone, van Les Misérables | 3:11 |
| 3.  | Cry Me a River (Arthur Hamilton)    | Arthur Hamilton                                                          | Julie London                     | 2:43 |
| 4.  | How Great Thou Art                  | Carl Boberg                                                              | Christelijke hymne               | 3:13 |
| 5.  | You'll See                          | Madonna, David Foster                                                    | Madonna                          | 4:43 |
| 6.  | Daydream Believer                   | John Stewart                                                             | The Monkees                      | 3:20 |
| 7.  | Up to the Mountain                  | Patty Griffin                                                            | Patty Griffin                    | 3:32 |
| 8.  | Amazing Grace                       | John Newton                                                              | Christelijke hymne               | 3:35 |
| 9.  | Who I Was Born to Be                | Audra Mae, Mark Linn-Baker, Johan Fransson, Tobias Lundgren, Tim Larsson | Originele compositie             | 4:10 |
| 10. | Proud                               | Steve Mac, Wayne Hector, Andy Hill                                       | Britannia High                   | 3:22 |
| 11. | The End of the World                | Arthur Kent, Sylvia Dee                                                  | Skeeter Davis                    | 3:16 |
| 12. | Silent Night                        | Joseph Mohr, Franz Xaver Gruber                                          | Traditioneel Kerstlied           | 3:00 |
| 13. | Wings to Fly (Japanese bonus track) | Kunihiko Murai                                                           | Akai Tori                        | 3:51 |

## Technici en musici

### Productie en opnamen
- geproduceerd en gearrangeerd door Steve Mac.
- Geluidstechnicus Chris Laws & Dann Pursey.
- Mix Ren Swan.
- Opname en mixing in Rokstone Studios, London.
- Arrangementen voor strijkorkest door Dave Arch.
- Strijkorkest opgenomen in Air Studios, Londen door Geoff Foster, Chris Barrett & Steve Orchard; geassisteerd door Nick Carvonaro en Fiona Cruickshank.
- Concertmeester: Rolf Wilson.

### Musici
- piano: Dave Arch & Steve Mac.
- Hammondorgel: Dave Arch.
- vibrafoon op ‘Cry Me A River’: Frank Ricotti.
- slagwerk: Chris Laws behalve ‘Cry Me A River’: Ralph Salmins
- gitaar: John Parricelli.
- basgitaar on ‘Who I Was Born To Be’: Steve Pearce.
- All toetsinstrumenten: Steve Mac.
- Achtergrondzang: Mae McKenna.

## Single
Wild Horses werd de eerste single.

## Hitnotering
| "I Dreamed a Dream" in de Nederlandse Album Top 100 Hitnotering: 28-11-2009 t/m 01-05-2010 | "I Dreamed a Dream" in de Nederlandse Album Top 100 Hitnotering: 28-11-2009 t/m 01-05-2010 | "I Dreamed a Dream" in de Nederlandse Album Top 100 Hitnotering: 28-11-2009 t/m 01-05-2010 | "I Dreamed a Dream" in de Nederlandse Album Top 100 Hitnotering: 28-11-2009 t/m 01-05-2010 | "I Dreamed a Dream" in de Nederlandse Album Top 100 Hitnotering: 28-11-2009 t/m 01-05-2010 | "I Dreamed a Dream" in de Nederlandse Album Top 100 Hitnotering: 28-11-2009 t/m 01-05-2010 | "I Dreamed a Dream" in de Nederlandse Album Top 100 Hitnotering: 28-11-2009 t/m 01-05-2010 | "I Dreamed a Dream" in de Nederlandse Album Top 100 Hitnotering: 28-11-2009 t/m 01-05-2010 | "I Dreamed a Dream" in de Nederlandse Album Top 100 Hitnotering: 28-11-2009 t/m 01-05-2010 | "I Dreamed a Dream" in de Nederlandse Album Top 100 Hitnotering: 28-11-2009 t/m 01-05-2010 | "I Dreamed a Dream" in de Nederlandse Album Top 100 Hitnotering: 28-11-2009 t/m 01-05-2010 | "I Dreamed a Dream" in de Nederlandse Album Top 100 Hitnotering: 28-11-2009 t/m 01-05-2010 | "I Dreamed a Dream" in de Nederlandse Album Top 100 Hitnotering: 28-11-2009 t/m 01-05-2010 |
| Week                                                                                       | 1                                                                                          | 2                                                                                          | 3                                                                                          | 4                                                                                          | 5                                                                                          | 6                                                                                          | 7                                                                                          | 8                                                                                          | 9                                                                                          | 10                                                                                         | 11                                                                                         | 12                                                                                         |
| ------------------------------------------------------------------------------------------ | ------------------------------------------------------------------------------------------ | ------------------------------------------------------------------------------------------ | ------------------------------------------------------------------------------------------ | ------------------------------------------------------------------------------------------ | ------------------------------------------------------------------------------------------ | ------------------------------------------------------------------------------------------ | ------------------------------------------------------------------------------------------ | ------------------------------------------------------------------------------------------ | ------------------------------------------------------------------------------------------ | ------------------------------------------------------------------------------------------ | ------------------------------------------------------------------------------------------ | ------------------------------------------------------------------------------------------ |
| Positie                                                                                    | 2                                                                                          | 3                                                                                          | 2                                                                                          | 2                                                                                          | 1                                                                                          | 1                                                                                          | 1                                                                                          | 2                                                                                          | 10                                                                                         | 14                                                                                         | 2                                                                                          | 2                                                                                          |
| Week                                                                                       | 13                                                                                         | 14                                                                                         | 15                                                                                         | 16                                                                                         | 17                                                                                         | 18                                                                                         | 19                                                                                         | 20                                                                                         | 21                                                                                         | 22                                                                                         | 23                                                                                         |                                                                                            |
| Positie                                                                                    | 4                                                                                          | 8                                                                                          | 10                                                                                         | 13                                                                                         | 7                                                                                          | 6                                                                                          | 8                                                                                          | 16                                                                                         | 19                                                                                         | 28                                                                                         | 30                                                                                         | uit                                                                                        |